# Фама
Фама — рекламна фірма Романа Шухевича та Богдана Чайківського. Діяла з березня 1937 р. по вересень 1939 р. у Львові.

## Короткі відомості

Обкладинка книги «Фама — рекламна фірма Романа Шухевича»

На початку діяльності збирала оголошення від різних установ, розміщувала їх у часописах за домовленою з окремими газетами знижкою в ціні. Мала стати легальним прикриттям інформаційної служби, нелегальної діяльності ОУН. Філії («осередки») фірми було створено в різних містах Галичини, Волині, поза Україною. Працівниками фірми були переважно колишні політв'язні, яким було дуже важко влаштуватися на роботу в тодішній Польщі.
За короткий час було організовано відділи:
- оголошень у пресі;
- кінореклами;
- друкування рекламних буклетів;
- виготовлення фірмових типових вивісок і рекламних щитів;
- рекламного оформлення вітрин (дизайн);
- організації рекламних виставок і ярмарків;
- виготовлення мінеральної води;
- виготовлення «адресарія» (книги адрес установ і фірм)

Діяв транспортний відділ.
«Фама» організувала похорон генерала УГА Мирона Тарнавського.
24 грудня 1938 Р. Шухевич тимчасово передав фірму Б. Чайківському, бо нелегально відійшов на Закарпаття для організації там українського війська — Карпатської Січі.